# Caiophora kuntzei
Caiophora kuntzei är en brännreveväxtart som beskrevs av Ignatz Urban och Gilg. Caiophora kuntzei ingår i släktet Caiophora och familjen brännreveväxter. Inga underarter finns listade i Catalogue of Life.